# Чепеларе (връх)
 Тази статия е за върха в Антарктика.  За града вижте Чепеларе.  
Чепеларе (62°43′18.3″ ю. ш. 60°15′04″ з. д. / 62.72175° ю. ш. 60.251111° з. д.) е покрит с лед връх, разположен на 900 m н.в. в хребета Фрисланд в планина Тангра на остров Ливингстън, Антарктика. Получава това име в чест на град Чепеларе през 2002 г.

## Описание
Върхът се намира на 700 m на юг-югозапад от връх Свети Методий, 1,07 km югоизточно от връх Тервел и 870 m северно от връх Шумен. Издига се над ледника Чарити на запад и ледника Преспа на югоизток.

## Картографиране
Българско картографиране на върха от 2005 и 2009 г.

## Карти
- L.L. Ivanov et al. Antarctica: Livingston Island, South Shetland Islands (from English Strait to Morton Strait, with illustrations and ice-cover distribution). Топографска карта в мащаб 1:100000. София: Antarctic Place-names Commission of Bulgaria, 2005.
- Л. Иванов. Антарктика: Остров Ливингстън и острови Гринуич, Робърт, Сноу и Смит. Топографска карта в мащаб 1:120000. Троян: Фондация Манфред Вьорнер, 2009. ISBN 978-954-92032-4-0